# Callisphecia bicincta
Callisphecia bicincta är en fjärilsart som beskrevs av Le Cerf 1916. Callisphecia bicincta ingår i släktet Callisphecia och familjen glasvingar. Inga underarter finns listade i Catalogue of Life.